# IC 4989
IC 4989 је спирална галаксија у сазвјежђу Паун која се налази на листи објеката дубоког неба у Индекс каталогу.
Деклинација објекта је - 58° 33' 6" а ректасцензија 20h 19m 23,7s. Привидна величина (магнитуда) објекта IC 4989 износи 14,5 а фотографска магнитуда 15,3. IC 4989 је још познат и под ознакама ESO 143-19, PGC 64476.